# Dolenji Suhor pri Vinici
Dolenji Suhor pri Vinici este o localitate din comuna Črnomelj, Slovenia, cu o populație de 43 de locuitori.